# Молдова на летних Паралимпийских играх 2020
Молдова на летних Паралимпийских играх 2020, прошедших в Токио 24 августа — 5 сентября 2021 года, была представлен шестью спортсменами в трёх видах спорта: лёгкой атлетике, дзюдо и пауэрлифтинге.

## Состав сборной
Дзюдо
1. Ион Басок
2. Олег Крецул

 Лёгкая атлетика
1. Владимир Бутуча
2. Оксана Спэтару

 Пауэрлифтинг
1. Денис Раюл
2. Лариса Мариненкова

## Дзюдо
| Спортсмен   | Дисциплина         | 1/8 финала                                            | 1/4 финала                                                     | 1/2 финала                                                        | Финал / Матч за 3-е место | Финал / Матч за 3-е место |
| Спортсмен   | Дисциплина         | Соперник Результат                                    | Соперник Результат                                             | Соперник Результат                                                | Соперник Результат        | Место                     |
| ----------- | ------------------ | ----------------------------------------------------- | -------------------------------------------------------------- | ----------------------------------------------------------------- | ------------------------- | ------------------------- |
| Олег Крецул | Мужчины, до 90 кг  | Шухрат Бобоев (Узбекистан) Поражение 0-1s2 (ваза-ари) | Не прошёл                                                      | Не прошёл                                                         | Не прошёл                 | 9                         |
| Ион Басок   | Мужчины, до 100 кг | Ерлан Утепов (Казахстан) Победа 1s1-0s1 (ваза-ари)    | Антониу Тенориу да Силва (Бразилия) Поражение 0s2-10s1 (иппон) | Утешительный финал Анатолий Шевченко (ПКР) Поражение 0-10 (иппон) | Не прошёл                 | 7                         |

## Лёгкая атлетика
| Спортсмен       | Дисциплина          | Результат | Место |
| --------------- | ------------------- | --------- | ----- |
| Владимир Бутуча | Мужчины, ядро, F12  | 11.62     | 8     |
| Оксана Спэтару  | Женщины, 100 м, F40 | 5.85      | 8     |

## Пауэрлифтинг
| Спортсмен          | Дисциплина        | Результат, кг | Место |
| ------------------ | ----------------- | ------------- | ----- |
| Денис Раюл         | Мужчины, до 97 кг | 172           | 8     |
| Лариса Мариненкова | Женщины, до 73 кг | 82            | 8     |